# Vikaren (klippor)
Vikaren är öar i Finland. De ligger i Finska viken och i kommunen Pyttis i landskapet Kymmenedalen, i den södra delen av landet. Öarna ligger omkring 21 kilometer sydväst om Kotka och omkring 94 kilometer öster om Helsingfors.
Arean för den av öarna koordinaterna pekar på är 2 hektar och dess största längd är 250 meter i öst-västlig riktning. Närmaste större samhälle är Kotka, 19,8 km nordost om Vikaren.